# Japetić
Japetić je najviši vrh Samoborskog gorja. Omiljeno je izletište mnogih Samoboraca, Jaskanaca, Zagrepčana, ali i Slovenaca. Vrh se nalazi uz Jaskanski planinarski put, pa ga posjećuju mnogi planinari i rekreativci u bijegu od svakodnevice. Na vrhu Japetića postavljena je 1960. željezna piramida koja je za tu priliku donijeta sa Sljemena.
Na Japetiću se od 1999. do 2007. održavao redoviti godišnji susret astronoma amatera poznat pod imenom Japetić Star Party. Susret je bio u organizaciji Astronomskog društva Beskraj iz Zagreba. Zbog rasta svjetlosnog onečišćenja grada Jastrebarsko susreti su preseljeni na Petrovu goru.

## Vanjske poveznice
- Stranica HPD Japetić